# Estany de Bèrra
L'estany de Bèrra (en occità Mar de Bèrra o Estanh de Bèrra, en francès Étang de Berre) és un estany litoral de Provença, dins el departament francès de les Boques del Roine. Comunica amb el Mediterrani mitjançant el canal natural, si bé modificat posteriorment, de Caronta, que finalitza a Lo Pòrt de Boc. Té una superfície de 155,3 km².
A partir del segle xx, l'estany de Bèrra ha esdevingut una gran zona industrial estretament lligada a la metropòli de Marsella, situada una mica més cap a l'est. Comprèn en particular:
- l'Aeroport Marsella-Provença, dins el municipi de Marinhana;
- les refineries de petroli de La Meda, Bèrra i L'Averat (en francès Lavéra);
- el complex siderúrgic de Fòs de Mar.

Els deu municipis que el voregen són, començant pel que dona nom a l'estany i en el sentit de les agulles del rellotge: Bèrra (o Bèrra de l'Estanh), Ronhac, Vitròla, Marinhana, Castèunòu dau Martegue, Lo Martegue, Sant Mitre lei Barri, Istre, Miramàs i Sanch Amàs.

## Galeria d'imatges

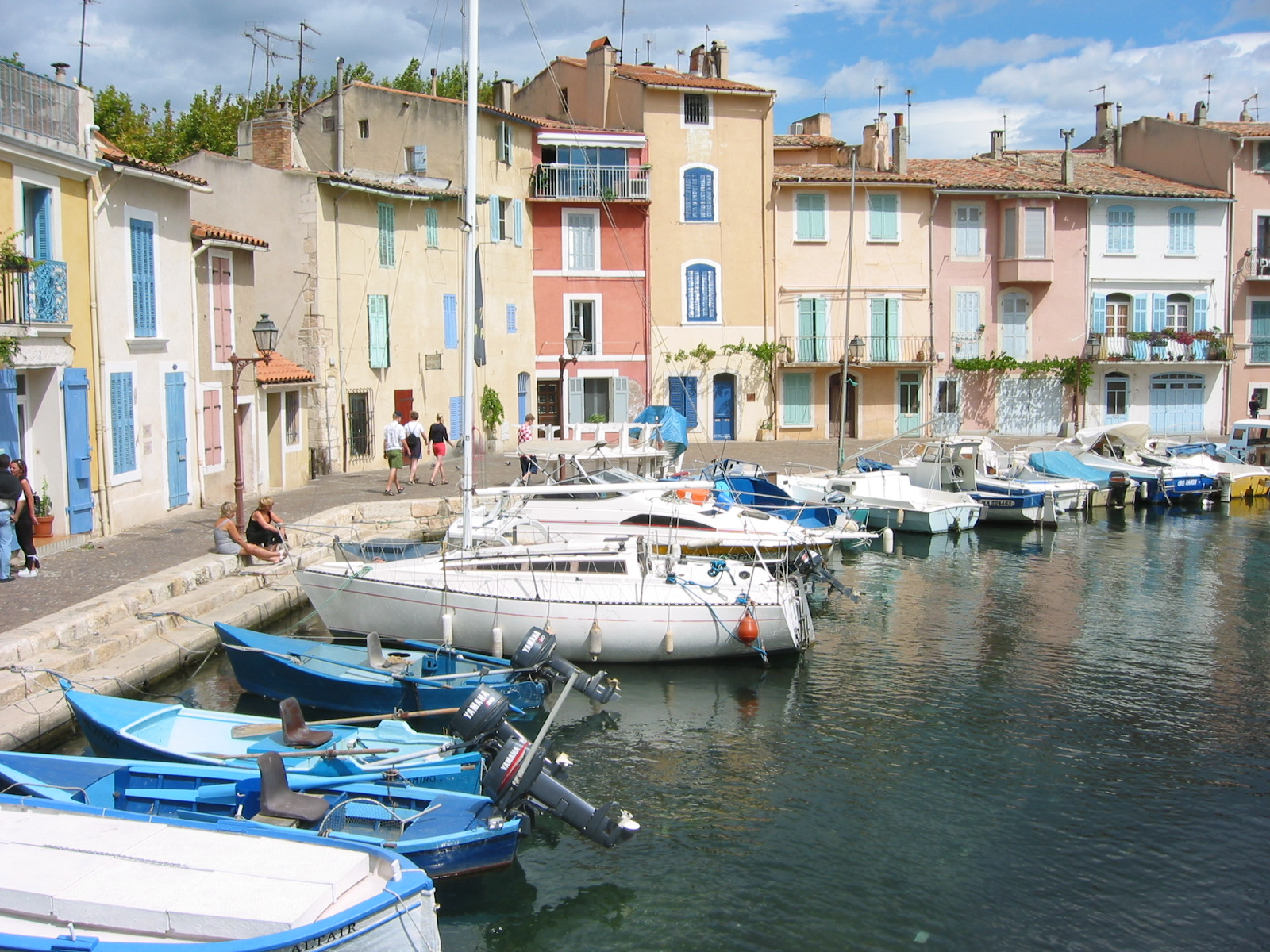